# Culicoides tropicalis
Culicoides tropicalis är en tvåvingeart som beskrevs av Jean-Jacques Kieffer 1913. Culicoides tropicalis ingår i släktet Culicoides och familjen svidknott. Inga underarter finns listade i Catalogue of Life.